# Јованка Шарановић
Јованка Шарановић (1961) српска је универзитетска професорка и стручњак за област безбедости. Она је ванреднa професорка, директорка Института за стратегијска истраживања, научна сарадница, експертска област: одбрана, безбедност, цивилна заштита, родна равноправност.

## Живот и каријера
По окончању основног и средњег школовања дипломирала је 1985. године на Факултету безбедности у Београду. На истом факутету је 2005. докторирала са темом „Ангажовање жена у функцији рационалнијег располагања људским ресурсима у одбрани“.
Као научни сарадник ради на Институту за стратегијска истраживаањ а као ванредни професор на Факултету за примењени менаџмент, економију и финансије.
Тренутно се налази на дужности директорке Института за стратегијска истраживања. Пре тога обављала је дужности истраживача и руководиоца у Центру за стратегијска истраживања и студије ОС „Маршал Тито“, Институту ратне вештине и Институту за стратегијска истраживања. Поред примарне дужности директорке Института за стратегијска истраживања, постављена је и за саветницу министра одбране за родна питања. Члан је Мулти-секторског координационог тела Владе Србије и представник МО у изради Националног акционог плана за израду НАП за имплементацију Резолуције СБ УН 1325 у периоду 2010-2015 и члан радног тима Владе Србије за израду НАП за период 2016-2020.
Члан је уређивачког одбора часописа „Војно дело“, „Војноисторијски гласник“, и „Военен журнал“ из Софије. 
Добитник је годишње награде „Војно дело“ за најбољи чланак-студију у 2011. години и награде „Анђелка Милић“ за кључни допринос у афирмацији родне равноправности у МО и ВС за 2016. годину коју додељује Секција за феминистичка истраживања и критичке студије маскулинитета Филозофског Факултета у Београду.

## Дело
У склопу стручног усавршавања учествовала је у раду више семинара у земљи и иностранству из области: менаџмент у одбрани, евроинтеграције, реформа система одбране, родна равноправност у сектору безбедности.
До сада је руководила следећим значајнијим научно-истраживачким пројектима:
- Обим и модалитети ангажовања жена у савременим армијама;
- Ставови средњошколске омладине о школовању на Војној академији;
- Јавност Војске Србије о реформи војске и безбедносним интеграцијама;
- Прилагођеност студената ВА условима школовања и обуке и Родни аспект у војној професији.
- У оквиру реализације програма реформе система одбране била је на челу радне групе за школовање девојака на Војној академији ВС.[3]